# Peder Oxe til Nielstrup
 Der er for få eller ingen kildehenvisninger i denne artikel, hvilket er et problem. Du kan hjælpe ved at angive troværdige kilder til de påstande, som fremføres i artiklen.

Peder Oxe (født 7. januar 1520, død 24. oktober 1575) var dansk rigsråd og rigshofmester.
Peder Oxe var søn af Johan Oxe til Nielstrup og Mette Gøye, som var datter af landets magtfulde rigshofmester Mogens Gøye. Som 12-årig blev Peder Oxe sendt på en dannelsesrejse til udlandet. I de fem år rejsen varede (1532-1537) besøgte han Tyskland, Schweiz, Italien og Frankrig. Imens rasede Grevens Fejde i Danmark, og da den sluttede, havde landet fået en ny konge og var blevet protestantisk. 
Peder Oxes fader blev dræbt 24. december 1534 under forsvaret af sin gård Nielstrup, og et par år senere døde også moderen. Så Peder Oxe stod nu efter hjemkomsten (i en alder af knap 18 år) med ansvaret for sine mindreårige søskende og familiens værdier. Han gik straks i gang med at tilbagevinde familiens tabte ejendomme. Han vandt et par processer over sin morfader, Mogens Gøye, og hans indflydelse voksede. Han færdedes ved Christian 3.s hof og blev lensmand over Lolland-Falster. Peder Oxe grundlagde Gisselfeld i sin nuværende form, han byggede gården 1547-75. I 1552 blev han optaget i rigsrådet. I 1550 erhvervede han herregården Favrsholm og kom hurtigt i proces med ejeren af nabogodset Hillerødsholm, Herluf Trolle, som var gift med Mogens Gøyes datter, Birgitte. Forholdet mellem Peder Oxe og Herluf Trolle var altså ikke særlig godt.
I 1556 begyndte det at gå galt. Ved et mageskifte med kongen opstod der uenighed om værdien af de bondegårde, der skulle skiftes. Kongen vandt sagen, men Peder Oxe tabte kongens gunst, hvorefter han trådte ud af Rigsrådet og opgav sine forleninger. Han blev indstævnet for regnskabsuorden og misbrug af sine len, og hans gamle modstander Herluf Trolle udpegedes til at føre sagen mod ham. Peder Oxe bad i et brev Mogens Gyldenstierne om at gå i forbøn for sig hos kongen, men da det ikke lykkedes, forlod han Danmark. Efter Christian 3.'s død blev al Peder Oxes ejendom konfiskeret.
Peder Oxe tog til Lothringen og tog ophold hos enkehertuginde Christine, datter af Christian 2., som i 1523 måtte forlade Danmark og give afkald på kronen. Fra Lothringen forsøgte Peder Oxe at blive taget til nåde i Danmark, men Frederik 2. er ubøjelig.
Den Nordiske Syvårskrig mod Sverige gik dårligt, og da Peder Oxe i 1565 igen søgte en forsoning med Frederik 2. var kongen mere imødekommende. I 1566 fik Peder Oxe frit lejde og rejste til Danmark, hvor han blev forsonet med Frederik 2. Peder Oxe blev igen medlem af rigsrådet og fik Vordingborg Slot som len og sit konfiskerede gods tilbage. Året efter blev han udnævnt til rigshofmester og medvirkede i de følgende år til at bringe de danske finanser på fode igen, herunder at gøre øresundstolden mere indbringende.
Peder Oxe havde livet igennem været ungkarl, men 14. september 1567, i sit 47. år, indgår han ægteskab med den rige Mette Rosenkrantz til Vallø. Passionen for rige jordejendomme havde de til fælles. Og ved sin død sikrede han sin enke, så hun på livstid kunne eje hans godser. 
Allerede i sin tid som ungkarl havde han forberedt sit gravmæle i Bråby Kirke ved Haslev. Men hans enke Mette Rosenkrantz fandt dette alt for beskedent, og desuden var hun naturligvis slet ikke nævnt. Hun bestilte derfor et pragtfuldt gravmæle til opsætning i koret i Vor Frue Kirke i København. Frederik 2. forbød imidlertid opsætningen af gravmælet, så det blev kun til en beskeden ligsten samt et epitafium. I dag eksisterer kun brudstykker af ligstenen, da Vor Frue Kirke er brændt flere gange siden. Gravmælet i Bråby findes endnu, men rigshofmesteren ligger altså ikke begravet her.

## Eksterne kilder
- Poul Grinder-Hansen: Frederik 2. Danmarks Renæssancekonge, 352 s, Gyldendal, 2013